# Maurice Greene (atlet)
Maurice Greene, ameriški atlet, * 23. julij 1974, Kansas City, ZDA.
Greene je upokojeni ameriški atlet, šprinter na kratke proge. V dveh nastopih na olimpijskih igrah je osvojil štiri medalje, zlati medalji na 100 m in v štafeti 4x100 m leta 2000 ter srebrno medaljo v štafeti 4x100 m in bronasto na 100 m leta 2004. Na svetovnih prvenstvih je osvojil pet zlatih medalj, na 100 m v letih 1997, 2001 in 1999, ko je ob tem zmagal še na 200 m in v štafeti 4x100 m. Tri zlate medaljo je na enem svetovnem prvenstvu pred tem uspelo osvojiti le Carlu Lewisu in Michaelu Johnsonu. En naslov prvaka je osvojil tudi na Svetovnem dvoranskem prvenstvu 1999 na 60 m. 16. junija 1999 je v Atenah postavil svetovni rekord na 100 m s časom 9,79 s, ki je veljal do 14. junija 2005, ko je Asafa Powell dosegel čas 9,768 s, prav tako v Atenah.